# 傑里米·海伍德
白厅的海伍德男爵傑里米·約翰·海伍德 GCB CVO（1961年12月31日—2018年11月4日），英國高級公務員，曾兩度擔任首相私人秘書長、一任唐寧街幕僚長，“唐寧街常務次官”一職也是單獨為他創立的。海伍德自2012年1月1日以來擔任內閣秘書、2014年9月以來擔任首席內務文官（Head of the Home Civil Service）。2017年6月被诊断出患有癌症，因此在次年6月病休，2018年10月24日因病离职，同年11月4日去世。

## 頭銜及稱號
- 1961年–2002年：傑里米·海伍德（Jeremy Heywood）
- 2002年–2003年：傑里米·海伍德 CB
- 2003年–2012年：傑里米·海伍德 CB CVO
- 2012年–2018年：傑里米·海伍德爵士（Sir Jeremy Heywood） KCB CVO
- 2018年–2018年：白廳的海伍德勳爵 閣下（The Rt Hon. The Lord Heywood of Whitehall）KCB CVO [6]
- 2018年–2018年：白廳的海伍德勳爵 閣下 GCB CVO